# Louchy-Montfand
Louchy-Montfand ist eine französische Gemeinde mit 406 Einwohnern (Stand: 1. Januar 2022) im Département Allier in der Region Auvergne-Rhône-Alpes (vor 2016 Auvergne). Sie gehört zum Arrondissement Vichy und ist Mitglied im Gemeindeverband Communauté de communes Saint-Pourçain Sioule Limagne. Die Bewohner werden Louchyssois und Louchyssoises genannt.

## Geographie
Louchy-Montfand liegt etwa 35 Kilometer südsüdwestlich von Moulins und 23 Kilometer nordnordwestlich von Vichy.

### Nachbargemeinden
Umgeben ist Louchy-Montfand von den Nachbargemeinden Bransat im Norden und Westen, Saulcet im Norden und Nordosten, Saint-Pourçain-sur-Sioule im Osten, Montord im Süden sowie Cesset im Südwesten.

### Gewässer
An der nördlichen Gemeindegrenze verläuft der 18 Kilometer lange Gaduet, der zur Sioule entwässert.

## Geschichte
Im Jahr 1830 wurden die selbständigen Gemeinden Louchy und Montfand zur neuen Gemeinde Louchy-Montfand zusammengeschlossen.

### Bevölkerungsentwicklung
| Jahr      | 1962 | 1968 | 1975 | 1982 | 1990 | 1999 | 2006 | 2011 | 2016 | 2019 |
| Einwohner | 399  | 385  | 348  | 361  | 378  | 424  | 451  | 436  | 440  | 441  |

## Sehenswürdigkeiten
- Kirche Saint-Pourçain, seit 1933 Monument historique
- Schloss Montfand aus dem 14. Jahrhundert, Monument historique
- Schloss und Domäne La Motte aus dem 19. Jahrhundert

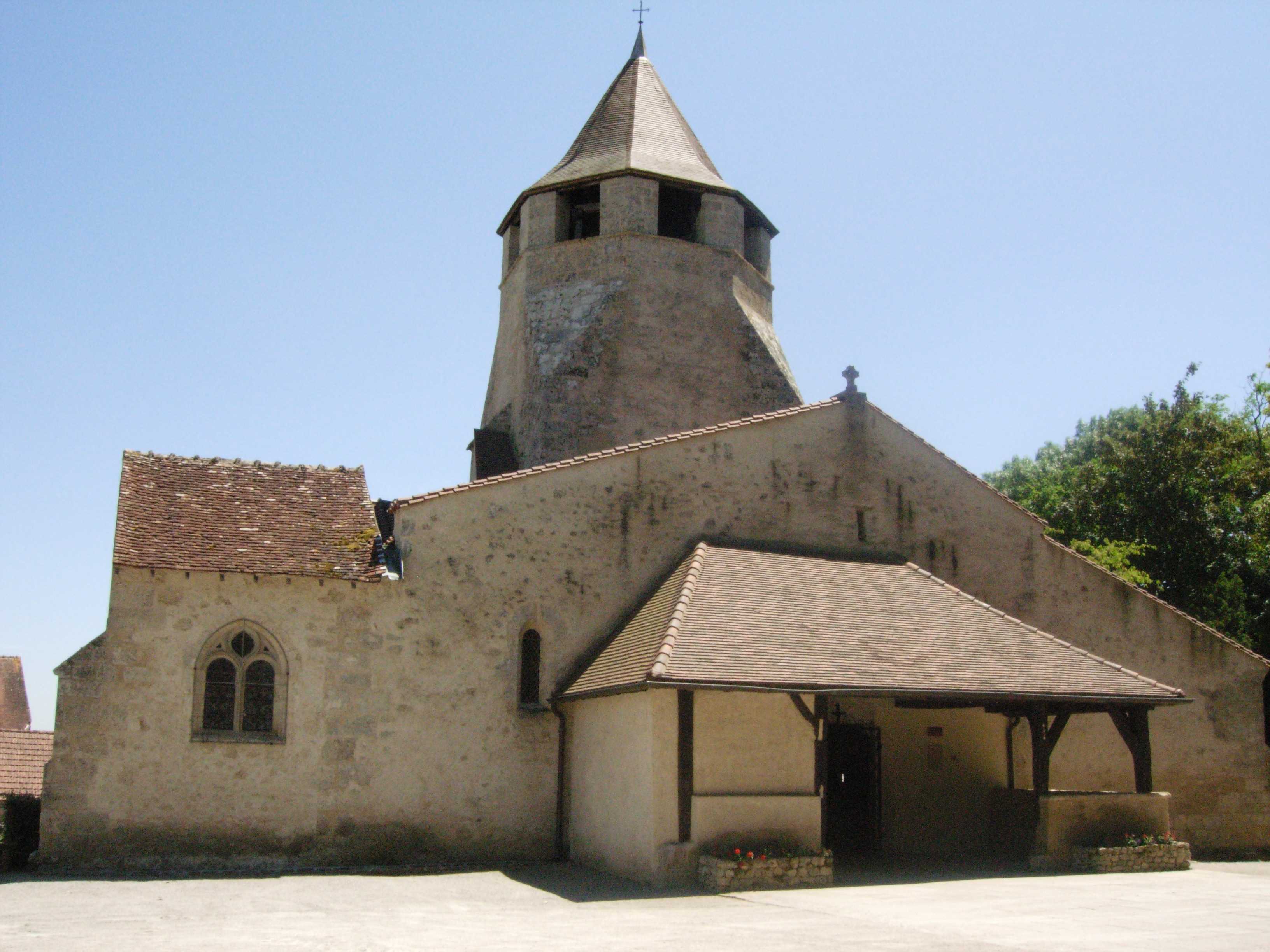
Kirche Saint-Pourçain in Louchy